# Michał Kwiatkowski
Michał Kwiatkowski (IPA: [ˈmixaw kfjatˈkɔfski]), poljski kolesar, * 2. junij 1990, Chełmża, Poljska.
Kwiatkowski je poljski profesionalni kolesar, ki trenutno tekmuje za UCI WorldTeam ekipno Ineos Grenadiers. Velja za vsestranskega kolesarja, ki je močan v šprintu, kronometru in vožnji v klanec, zaradi česar je uspešen tako na etapnih dirkah, kot tudi na enodnevnih klasikah. Nastopil je na poletnih olimpijskih igrah v letih 2012, 2016 in 2020, ko je dosegel svojo najboljšo uvrstitev z enajstim mestom na cestni dirki. Leta 2014 je dosegel svoj prvi večji uspeh z osvojitvijo naslova svetovnega prvaka na cestni dirki. Leta 2017 je osvojil svoj prvi spomenik z zmago na dirki Milano–San Remo, leta 2018 pa osvojil Dirko od Tirenskega do Jadranskega morja in Dirko po Poljski. Po dvakrat je postal poljski državni prvak na cestni dirki in v kronometru, po dvakrat je tudi osvojil Strade Bianche in Amstel Gold Race ter po enkrat E3 Harelbeke in Clásica de San Sebastián.